# Prumnopitys harmsiana
Prumnopitys harmsiana — вид хвойних рослин родини Подокарпових.

## Опис
Це середнього розміру дерево. Листя 2-3 см завдовжки і 2-3 мм завширшки. Шишки сильно модифіковані, маючи кілька костянкоподібного насіння, кожне насіння з тонким м'ясистим покриттям.

## Поширення, екологія
Країни поширення: Болівія; Колумбія; Еквадор; Перу; Венесуела. Часто зустрічається на крутих схилах в верхів'ях гірських тропічних лісів до 2900 м, але він був записаний від 1000 м в Перу. У Венесуелі вид часто пов'язаний з Clusia multiflora і Weinmannia. У Колумбії в деяких місцях співпанує з Oreopanax floribundum, Clusia alata, Toxicodendron striatum і Tibouchinia; також може рости з Podocarpus oleifolius.

## Використання
Як і більшість видів тропічних подокарпових P. harmsiana цінується за деревину, яка використовується для будівництва та столярних виробів.

## Загрози та охорона
Як і більшість видів тропічних подокарпових P. harmsiana загрожує місцеве застосування у вигляді вибіркових рубок для цілей будівництва. Інші загрози включають в себе розчищення лісу для сільськогосподарських цілях. Багато субпопуляцій у всьому ареалі отримують захист в національних парках.